# Fairview, Montana
Fairview är en ort i Richland County i delstaten Montana, USA.